# 克魯恰鄉 (蘇恰瓦縣)
47°21′N 25°38′E / 47.350°N 25.633°E
克魯恰鄉（羅馬尼亞語：Comuna Crucea, Suceava），是羅馬尼亞的鄉份，位於該國東北部，由蘇恰瓦縣負責管轄，面積151平方公里，海拔高度693米，2007年人口2,122，人口密度每平方公里14人。